# Gildo Arena
Ermenegildo Arena detto Gildo (Napoli, 25 febbraio 1921 – Napoli, 8 febbraio 2005) è stato un nuotatore e pallanuotista italiano, vincitore di una medaglia d'oro all'Olimpiade di Londra 1948.

## Biografia
Gareggiò dal 1938 al 1952 ad alto livello sia nella pallanuoto che nel nuoto, ed in entrambe le specialità fu più volte campione italiano. Nella disciplina tra le corsie vinse i 200 m stile libero nel 1941, bissando il titolo nel 1946, i 100 m stile libero nel 1945 e nel 1948 e la staffetta 4 x 200 m stile libero nel 1951 e nel 1952.
Per quanto concerne la pallanuoto conquistò sei scudetti, cinque con la Rari Nantes Napoli (1939, 1941, 1942, 1949 e 1950) e uno con la Canottieri Napoli nel 1951, squadra in cui passò dopo aver ricevuto in cambio una Fiat 500 "Topolino" e la ragguardevole somma di 500.000 lire, facendo di lui il primo pallanuotista professionista della storia. Con la nazionale italiana di pallanuoto maschile vinse i primi titoli internazionali dello sport acquatico italiano e divenne prima campione europeo nel 1947 a Monte Carlo, quindi campione olimpico ai Giochi di Londra 1948 e nell'occasione ottenne anche il premio quale miglior giocatore della manifestazione. Nel 1950 ai campionati europei arrivò al quarto posto e concluse la carriera in nazionale alle successive Olimpiadi di Helsinki 1952, dove ottenne la medaglia di bronzo dietro all'Ungheria e alla Jugoslavia.
È ricordato per essere stato uno dei più forti giocatori di sempre nella pallanuoto ed a lui è accreditata l'invenzione del tiro detto "beduina", gesto tecnico che si effettua spalle alla porta scagliando la palla dal basso in alto verso la rete avversaria.
Gildo Arena sarebbe anche all'origine della parola Settebello, ancor oggi il soprannome della Nazionale di pallanuoto. Di ritorno da una trasferta in Liguria, in treno incontrarono delle turiste tedesche che giocavano a carte; quando uscì il sette di danari Gildo disse, riferendosi a sé stesso e ai compagni: «Wir sind sieben. Sieben und schon», noi siamo sette, sette e belli, siamo noi il Settebello. Prima della finale delle Olimpiadi del 1948, poi, Gildo Arena chiese a Nicolò Carosio di chiamarli in quel modo.

### Pallanuoto

#### Club
- Campionato italiano: 6

R.N. Napoli: 1939, 1941, 1942, 1949, 1950
Canottieri Napoli: 1951

#### Nazionale
- Oro olimpico: 1

Italia: Londra 1948
- Bronzo olimpico: 1

Italia: Helsinki 1952
- Oro ai campionati europei: 1

Italia: Montecarlo 1947

### Nuoto

#### Campionati italiani
4 titoli italiani individuali e 2 in staffette, così ripartiti:
- 2 nei 100 m stile libero
- 2 nei 200 m stile libero
- 2 nella staffetta 4 × 200 m stile libero

| Anno | Edizione | st.libero 100 m | st.libero 200 m | st.libero 400 m | st.libero 4×200 m |
| ---- | -------- | --------------- | --------------- | --------------- | ----------------- |
| 1938 | Estivi   | 2               | -               | -               | -                 |
| 1941 | Estivi   | -               | 1               | 3               | -                 |
| 1945 | Estivi   | 1               | -               | -               | -                 |
| 1946 | Estivi   | -               | 1               | -               | -                 |
| 1947 | Estivi   | 2               | 2               | -               | 3                 |
| 1948 | Estivi   | 1               | 2               | -               | 2                 |
| 1951 | Estivi   | -               | 3               | -               | 1                 |
| 1952 | Estivi   | -               | -               | -               | 1                 |